# Kelvinator
Kelvinator fue una compañía fabricante de electrodomésticos estadounidense, que entre sus productos más populares comercializó una línea de refrigeradores con el mismo nombre que la empresa. Aunque la empresa ya no existe, el nombre todavía se mantiene como una marca propiedad de Electrolux. Toma su nombre de William Thomson (también conocido como lord Kelvin), quien desarrolló el concepto de cero absoluto, en cuyo honor se designó la escala de temperatura Kelvin. Se pensó que el nombre era apropiado para una empresa que comenzó fabricando armarios fresqueros y refrigeradores.

## Historia

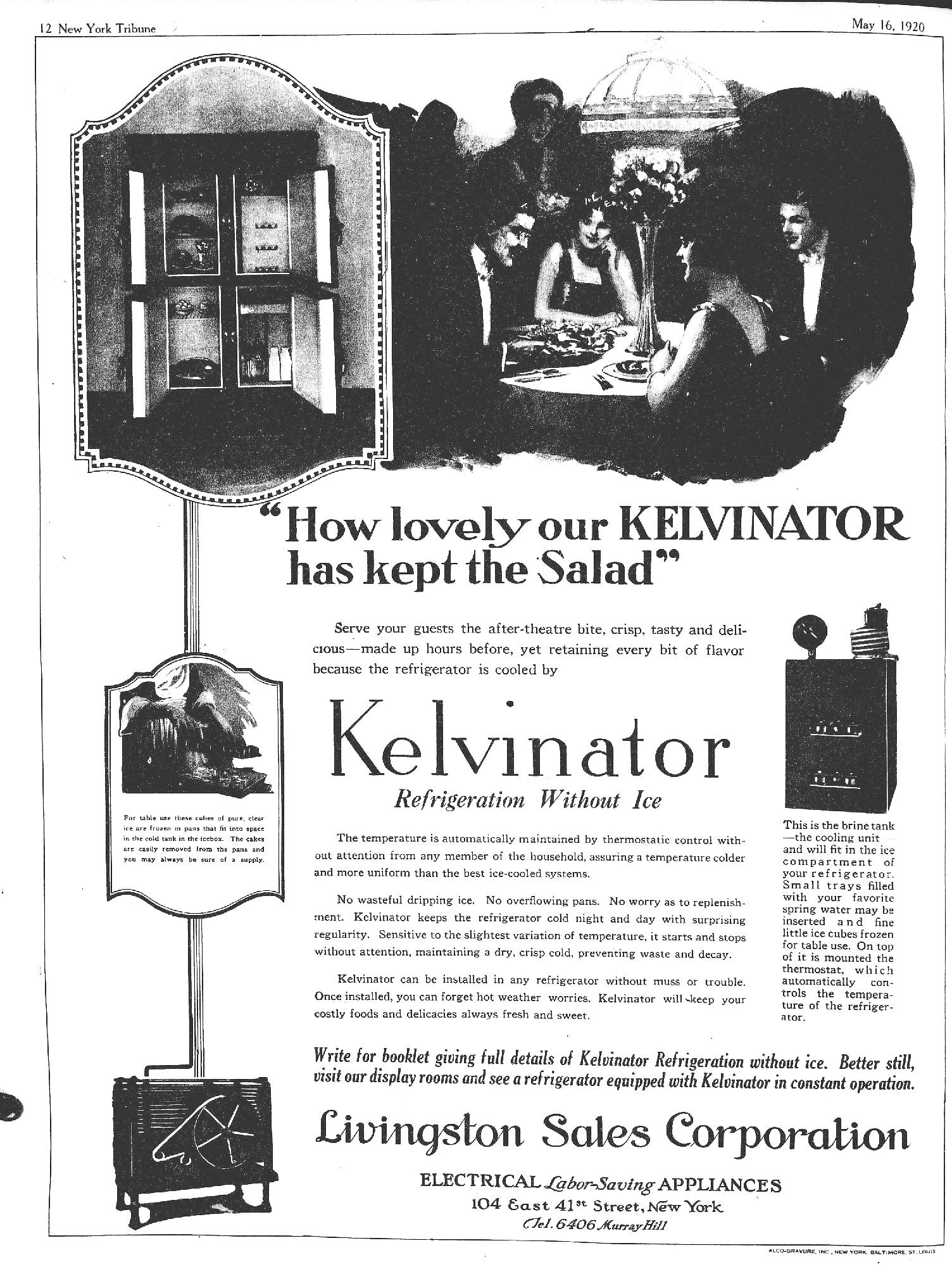
Anuncio de Kelvinator (años 1920)

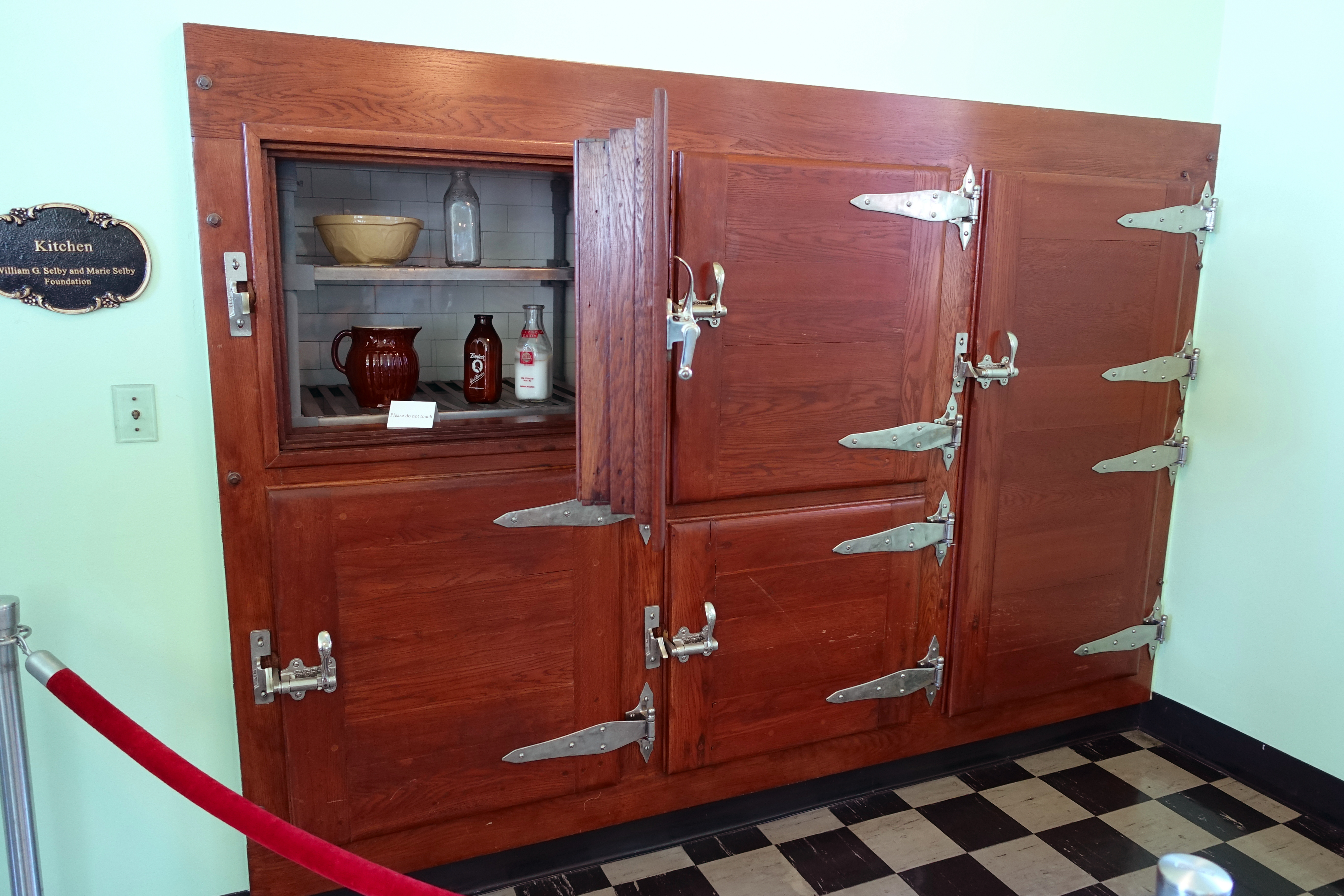
"Caja de hielo" Kelvinator (hacia 1926)

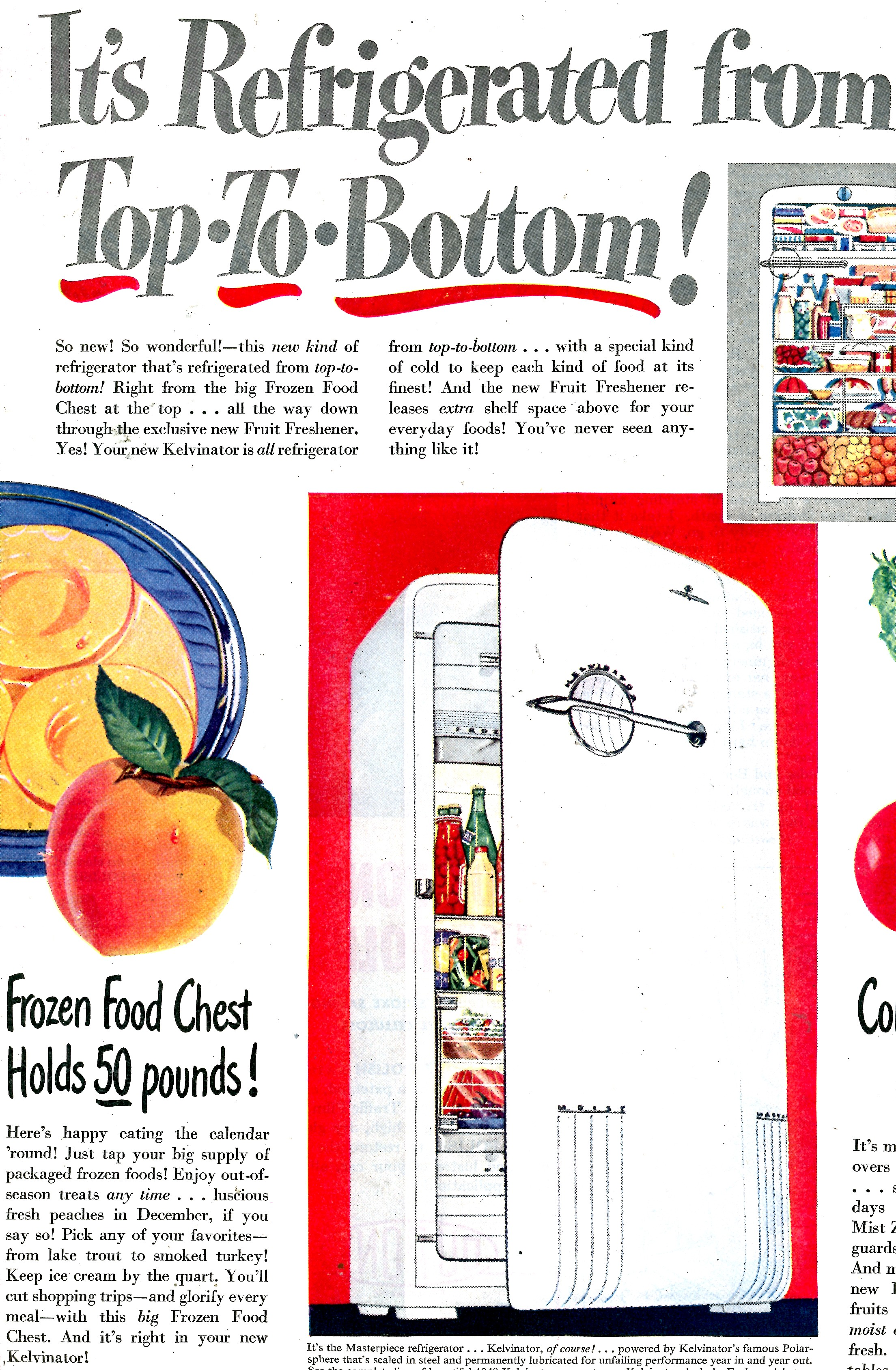
Publicidad de los frigoríficos Kelvinator (1948)

Kelvinator fue fundada el 18 de septiembre de 1914 en Detroit, Míchigan, Estados Unidos, por el ingeniero Nathaniel B. Wales, quien presentó su idea de una unidad de refrigeración eléctrica práctica para el hogar a Edmund Copeland y Arnold Goss.
Wales, un joven inventor, obtuvo el respaldo financiero de Arnold Goss, entonces secretario de la compañía de automóviles Buick, para desarrollar los primeros refrigeradores mecánicos domésticos que se comercializarían con el nombre de "Compañía de refrigeración electro-automática". Después de producir varios modelos experimentales, Wales seleccionó uno para la fabricación.
En febrero de 1916, el nombre de la empresa se cambió a "Kelvinator Company" en honor al físico irlandés-escocés Lord Kelvin (William Thomson), el descubridor del cero absoluto. Kelvinator fue una de las dos docenas de refrigeradores domésticos que se introdujeron en el mercado estadounidense en 1916. En 1918, Kelvinator presentó el primer refrigerador con cualquier tipo de control automático.
Para solucionar los problemas de malos olores de los clásicos armarios fresqueros, la Grand Rapids Refrigerator Company había comercializado un mueble revestido de porcelana en el que se podían depositar barras de hielo, con el nombre de "Leonard Cleanable". Kelvinator comenzó a comprar los armarios de Leonard para sus modelos refrigerados eléctricamente. En 1923, la Kelvinator Company copaba el 80% del mercado estadounidense de refrigeradores eléctricos.
El 3 de julio de 1925, Kelvinator compró la Nizer Corporation en una fusión tripartita valorada en 20 millones de dólares.
En 1926, la compañía adquirió Leonard, que había sido fundada en 1881. Kelvinator concentró toda su producción de electrodomésticos en la fábrica de Grand Rapids en 1928. Ese mismo año, el directivo George W. Mason asumió el control de Kelvinator. Bajo su liderazgo, la compañía redujo sus costos mientras aumentaba su cuota de mercado hasta 1936.
En 1936, Kelvinator presentó el "Kelvin Home", que fue uno de los primeros intentos de comercializar el aire acondicionado y la calefacción centralizados en el hogar. Los clientes podían elegir entre varios paquetes domésticos diferentes, todos ellos equipados con sistemas de climatización y con los últimos electrodomésticos, y se anunciaba que costaban alrededor de 7500 dólares para una casa de seis habitaciones. La primera casa Kelvin que se mostró al público estaba ubicada en Livonia (Míchigan) y atrajo a miles de visitantes. Varias de estas casas que se han conservado hasta hoy son propiedades históricas registradas, incluidas varias en el Distrito Histórico de Rosedale Gardens en Livonia y la Kelvinator House en Albuquerque.

## Operaciones en el Reino Unido
En 1926, se fundó en Londres la Kelvinator Limited de Inglaterra. A partir de la simple comercialización de los productos de las fábricas estadounidenses, creció hasta llegar a producir gran parte de sus propios equipos para el mercado británico. En 1946, se consideró que había llegado el momento de que esta unidad se expandiera, convirtiendo a Kelvinator Equipment en una unidad autónoma, de forma que las actividades de fabricación de Londres se trasladaron a Crewe y se ampliaron considerablemente con una factoría adicional de 19 000 metros cuadrados (204 514,4 ft²). La fábrica de Crewe se compartió con Rolls-Royce Motors, pero se quemó en la década de 1950 y fue reemplazada por una nueva instalación en Bromborough, Cheshire.
El fabricante italiano Candy compró la fábrica en 1979 junto con el uso de la marca Kelvinator en el Reino Unido y produjo electrodomésticos Candy y Kelvinator hasta que cerró hacia el año 2000.

## Fusión con Nash Motors
El 27 de octubre de 1936, se anunció que Nash Motors y Kelvinator Corp. se fusionarían. La fusión entró en vigor el 4 de enero de 1937 para formar la Nash-Kelvinator Corporation como parte de un acuerdo que colocó a George W. Mason al frente de la empresa combinada.
En 1952, adquirió la Altorfer Bros. Company, fabricante de lavadoras para el hogar bajo la marca ABC.

## Durante la Segunda Guerra Mundial
Entre 1939 y 1945, la totalidad de las instalaciones industriales del grupo de fábricas se dedicó a la producción de suministros militares. En Gran Bretaña, Kelvinator de Londres contribuyó al campo de las pruebas de componentes de aviación a temperaturas ultrabajas e instrumentos en condiciones de gran altitud, investigación a la que se atribuyó el mérito de haber salvado la vida de muchas tripulaciones aéreas de los aliados.
La empresa se comprometió a introducir los descubrimientos científicos obtenidos durante la producción de guerra en sus electrodomésticos para hacerlos más útiles y eficientes.

## Integración en American Motors
Nash-Kelvinator se convirtió en una división de la American Motors Corporation (AMC) cuando Nash se fusionó con Hudson en 1954. Kelvinator introdujo los primeros modelos con descongelación automática. Los refrigeradores Kelvinator incluían estantes en el interior de sus puertas y compartimentos especiales para envases de zumo helado en el congelador. También fue pionero en el frigorífico-congelador con dos puertas de apertura independiente a principios de la década de 1950. En la década de 1960, los refrigeradores Kelvinator introdujeron puertas panelables en algunos modelos, que permitían a los propietarios decorar su electrodoméstico para que combinara con la decoración de sus cocinas.
Bajo el liderazgo de Roy D. Chapin Jr., AMC vendió Kelvinator en 1968, punto de partida para comprar la marca Jeep a Henry John Kaiser en 1970. Kelvinator pasó a formar parte de White Consolidated Industries, una compañía que también había adquirido los derechos de Frigidaire (anteriormente propiedad de General Motors), y las líneas de productos de Gibson y de White-Westinghouse. Electrolux de Suecia adquirió White Consolidated Industries en 1986 y combinó las marcas WCI con Tappan, propiedad de Electrolux, para convertirse en WCI Major Appliances Group.
A principios de la década de 1990, el nombre del holding con sede en Dublin (Ohio) cambió a Frigidaire Company.
En 1997, se reorganizó en Electrolux North America Products.

## Legado
En 2005, Carrier vendió la división Kelvinator a National Refrigeration de Honea Path, Carolina del Sur. La empresa fabricaba bajo la marca Kelvinator cámaras frigoríficas, arcones, abatidores de temperatura, contenedores y expositores de temperatura baja y media.
La marca Kelvinator se utiliza en Argentina para una amplia variedad de electrodomésticos comercializados por Radio Victoria Fueguina en Tierra del Fuego. La fábrica está en esta provincia.
Asimismo, la marca de refrigeradores Kelvinator ha sido comercializada continuamente en Filipinas desde la década de 1960 por Concepcion Industries, un fabricante local de equipos de aire acondicionado y refrigeradores, que incluye otras marcas destacadas: Carrier y Condura.
La compañía Electrolux construyó y comercializó productos de refrigeración comercial Kelvinator que incluían "refrigeradores con puerta de acero inoxidable y congeladores verticales, congeladores horizontales de alto rendimiento y congeladores con pantalla de congelación" diseñados según los estándares NSF y del Instituto Nacional Estadounidense de Estándares para aplicaciones de conservación y procesado de alimentos.